# Río Pigüeña
El río Pigüeña es un río del norte de la península ibérica, que discurre por Asturias, España. 

## Curso

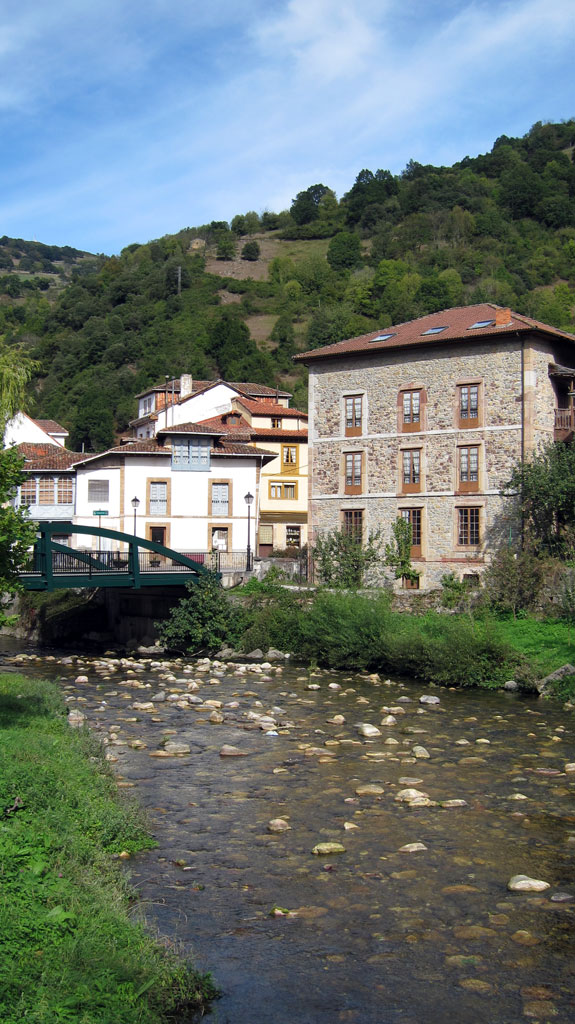
Río Pigüeña a su paso por Belmonte de Miranda (Asturias)

Tiene una longitud de 40,5 km, nace en la Fuente de la Paradona, en el concejo de Somiedo y desemboca, en el concejo de Belmonte de Miranda, cerca de la población de San Martín de Lodón, en el río Narcea, siendo su principal afluente.
A lo largo de su recorrido, recibe las aguas de pequeños arroyos, siendo su afluente más importante el río Somiedo. Villar de Vildas, Aguasmestas, Belmonte y Selviella son algunas de las poblaciones más importantes que atraviesa el río Pigüeña. En el núcleo somedano de El Covacho, se realiza la captación de agua que, a través de un túnel subterráneo de más de 25 km, es utilizada para la generación de energía eléctrica en la central hidroeléctrica de Miranda.

## Fauna
Se trata de un río truchero, con presencia también de salmón, ya que la presa de Calabazos, construida en el río Narcea, presenta una barrera infranqueable que hace que esta especie encuentre en el Pigüeña las limpias y oxigenadas aguas que necesita para completar su ciclo vital.